# Закаев, Ахмед Халидович
Ахме́д Хали́дович Зака́ев (чечен. ЗакӀагӀеран Халидан воӀ Ахьмад; род. 26 апреля 1959, пос. Кировский, Талды-Курганская область, Казахская ССР) — чеченский государственный, политический и военный деятель, писатель, один из основоположников и лидеров Чеченской Республики Ичкерия, бригадный генерал национальной армии Ичкерии. Министр культуры и вице-премьер ЧРИ, с 1996 — министр иностранных дел ЧРИ. В первой войне — командующий Урус-Мартановским фронтом ВС ЧРИ (1995—1996), с февраля 1996 года командующий Западным Фронтом обороны Ичкерии. Планировал и был одним из руководителей операции «Джихад» по взятию Грозного в августе 1996 года. Во второй войне — командир «Бригады особого назначения» ВС ЧРИ (1999—2000). В ноябре 2007 года частью чеченской эмиграции объявлен премьер-министром правительства ЧРИ в изгнании. Возглавляет Государственный комитет де-оккупации Чеченской Республики Ичкерия (ЧРИ).
С января 2002 года живёт в Великобритании. В том же году Генпрокуратура РФ обвинила Закаева в том, что в период с 1991 по 2001 год он создал бандформирование, численность которого колебалась от 300 до 1500 боевиков, а также в преступлениях террористического характера и общеуголовных. Власти России пытались добиться его экстрадиции в РФ. В 2003 году лондонский суд отверг запрос на выдачу Закаева, назвав обвинения политически мотивированными и высказав опасения, что в случае выдачи России Закаев может подвергнуться пыткам.
В конце 2003 года Закаев получил в Великобритании политическое убежище.

## Биография
Родился в 1959 году в Казахстане, куда его семья была депортирована в 1944 году. Вскоре после рождения Ахмеда Закаевы вернулись в родной аул Урус-Мартан. По национальности — чеченец из тайпа Чинхой.
После школы учился на хореографическом отделении Грозненского культпросветучилища.
Окончил актерский факультет Воронежского государственного института искусств.
В 1981—1990 годах — актёр Грозненского чеченского драматического театра имени Ханпаши Нурадилова.
С 1991 года — председатель Союза театральных деятелей Чечни и член правления Союза театральных деятелей России.
До начала первой чеченской войны большую часть времени проводил в Москве.
В 1994 году вернулся в Чечню, где Джохар Дудаев предложил ему должность министра культуры в правительстве ЧРИ.

### Участие в Первой чеченской войне
С началом первой чеченской войны — в составе вооружённых формирований ЧРИ.
С конца 1994 года — член штаба Юго-Западного фронта.
С конца марта по начало апреля 1995 года участвовал в обороне села Гойское, за что был награждён высшим орденом ЧРИ — «Къоман Сий» («Честь нации»). При этом противники Закаева из числа боевиков утверждают, что его роль в событиях была номинальной.
С 1995 года возглавлял Урус-Мартановский фронт, присвоено звание бригадного генерала ЧРИ.
В 1996 году в августе участвовал в операции по захвату столицы Чечни Грозного с другими чеченскими полевыми командирами.

### Деятельность в межвоенный период
С 1996 года — помощник президента ЧРИ Зелимхана Яндарбиева по национальной безопасности, секретарь Совета безопасности ЧРИ. Участвовал в переговорах 1995 и 1996 годов по мирному урегулированию кризиса в Чечне и в подготовке Хасавюртовских соглашений.
С октября 1996 года — министр культуры ЧРИ.
В январе 1997 года баллотировался в президенты ЧРИ.
С 1998 года — вице-премьер правительства ЧРИ. Этот пост занимал до февраля 2006, когда был освобождён от должности президентом ЧРИ Садулаевым (в мае того же года был назначен им же главой МИДа вместо Усмана Ферзаули). Руководил созданием информационного агентства ЧРИ «ГИА Чечен-пресс».

### Вторая чеченская война
С начала Второй чеченской войны 1999 года — командир так называемой «бригады особого назначения» (личный резерв президента ЧРИ Аслана Масхадова).
В начале декабря 1999 года попал в ДТП на Юго-Западе Чечни, получив незначительные ушибы, покинул республику для прохождения лечения и не вернулся.
В ноябре 2000 года назначен представителем президента ЧРИ в Турции и ближневосточном регионе.
В 2001 году объявлен Генеральной прокуратурой РФ во всероссийский и международный розыск по обвинению в терроризме, организации убийств мирного населения и сотрудников правоохранительных органов.
С 2001 года назначен специальным представителем Аслана Масхадова на Западе.
В сентябре 2001 года Закаев был объявлен Генпрокуратурой РФ в федеральный, а 25 октября 2001 — и в международный розыск. Он обвинялся в «вооружённом мятеже», «организации незаконного вооружённого формирования» и «посягательстве на жизнь сотрудников правоохранительных органов».
18 ноября 2001 года встретился в международной зоне аэропорта «Шереметьево-2» с полномочным представителем президента РФ в Южном федеральном округе Виктором Казанцевым. Переговоры не принесли результатов, поскольку стороны не выдвинули компромиссных предложений.
С января 2002 года живёт в Великобритании.
В августе 2002 года вёл неформальные переговоры с российскими политиками: Русланом Хасбулатовым, Иваном Рыбкиным, Юрием Щекочихиным и Асламбеком Аслахановым в Лихтенштейне (переговоры были профинансированы правительством Лихтенштейна и организованы при участии Збигнева Бжезинского и Александра Хейга). На переговорах, среди прочего, было предложено, чтобы сторонники Масхадова освободили 29 пленных российских солдат в качестве жеста доброй воли. Закаеву также задали вопрос: «Почему Масхадов отдаёт приказы убивать тех чеченцев, которые работают в системе исполнительной власти и милиции?». По мнению задававшего вопрос, это ведёт к обострению ситуации, так как кровная месть может продолжаться длительное время. Закаев заявил, что никаких жестов доброй воли не будет — пленные останутся в заложниках; что же касается убийств милиционеров и государственных служащих, то они будут продолжаться: «национал-предатели, которые служат режиму Кадырова, понесут наказание».
В ходе переговоров был выработан план мирного урегулирования чеченского конфликта «Лихтенштейнский план». План предполагал предоставление Чечне широкой автономии в составе РФ, вплоть до права проведения собственной внешней политики, под гарантии ООН и ОБСЕ. Предполагалось продолжение встреч «лихтенштейнской группы» в Швейцарии, сорванное, однако, терактом на Дубровке.
Летом 2004 года указом президента ЧРИ Аслана Масхадова получил портфель министра культуры, информации и печати в реформированном правительстве ЧРИ.

### Арест в Копенгагене
28—29 октября 2002 года в Копенгагене (Дания) состоялся «Всемирный чеченский конгресс», одним из организаторов которого был Ахмед Закаев. Россия заявила решительный протест, утверждая, в частности, что «эта сходка организуется и финансируется чеченскими террористами, их пособниками и покровителями из „Аль-Каиды“, которые, как теперь совершенно очевидно, стоят за чудовищным терактом в Москве» (имелся в виду теракт на Дубровке).
Глава МИД Дании Пер Стиг Меллер заверил, что датские власти готовы немедленно принять необходимые меры по задержанию террористов в случае, если российские власти назовут имена подозреваемых и предоставят конкретные доказательства их причастности к теракту.
25 октября на Закаева был направлен запрос и 30 октября, через несколько часов после окончания конгресса, он был задержан. Российские власти обвинили его в причастности к терактам 1996—1999 годов, а также в подготовке теракта на Дубровке.
31 октября Дании был передан официальный запрос на экстрадицию Закаева. 1 ноября министерство юстиции Дании ответило на этот запрос отказом, мотивировав своё решение тем, что российская сторона «не предоставила убедительных доказательств причастности Закаева к террористической деятельности», а требование об экстрадиции «не удовлетворяет условиям Европейской конвенции об экстрадиции от 13 декабря 1957 года». Глава минюста Дании Лене Есперсен заявила, что российский запрос об экстрадиции «неприемлем», в частности, потому, что «содержит слишком много пропусков». По её словам, в запрос «не был включён даже официальный перевод приведённых документов». Было заявлено, что, если российские власти не предоставят до 30 ноября дополнительную информацию, то Закаев будет освобождён.
5 ноября Генеральный прокурор России передал министру юстиции Дании дополнительные материалы. Согласно этим материалам, в период после прихода к власти Д. Дудаева Закаев создал вооружённую банду под названием «Юго-западный фронт», осуществляя руководство которой, совершил следующие преступления:

- В октябре 1995 года в Урус-Мартановском районе банда Закаева захватила двоих работников прокуратуры, проводивших следственные действия. Лишь вмешательство старейшины одного из селений предотвратило расстрел работников прокуратуры бандитами.
- В декабре 1995 года банда Закаева в Урус-Мартане захватила несколько административных зданий и в течение двух недель терроризировала местных жителей. В ходе этой террористической акции было расстреляно около десятка мирных жителей.
- В январе 1996 года боевики Закаева захватили двух священников, которые позднее были расстреляны.
- В марте 1996 года в Заводском районе Грозного бандиты Закаева захватили районную комендатуру. Были расстреляны более десяти работников комендатуры.
- В августе 1996 года банда Закаева захватила железнодорожный вокзал в Грозном. В ходе акции были убиты и ранены около 300 милиционеров, охранявших здание вокзала.
- Позднее в Урус-Мартановском районе Чечни банда Закаева осуществила ещё ряд преступлений и террористических актов, в которых гибли мирные жители. Среди погибших и раненых были даже беременные женщины.
- В подвале дома самого Закаева была оборудована тюрьма, в которой содержались как раненые, так и убитые военнослужащие и сотрудники правоохранительных органов. Бандиты продавали раненых и тела убитых их родственникам.

Доказательства этих преступлений, предоставленные российской стороной, датская сторона сочла недостаточными. Кроме того, в представленных документах имелось множество недочётов. В обвинительном акте было неверно указано отчество («Ильясович») и год рождения. Некоторые даты в поданных документах не совпадали. Одна из предполагаемых жертв Закаева — священник о. Сергей Жигулин, который по версии обвинения был похищен им и убит, оказался живым (он принял монашество под именем о. Филиппа, в 1995 году он был похищен боевиками, но причастность к этому Закаева так и осталась недоказанной). Власти Дании неоднократно требовали у российской стороны более надёжных доказательств, дважды продлевая Закаеву срок заключения под стражей. 3 декабря министерство юстиции Дании приняло решение об отказе в экстрадиции Закаева. Обоснование звучало следующим образом:
Большинство свидетельских показаний, предоставленных российской стороной в подтверждение уголовных обвинений против Ахмеда Закаева, записаны 30 октября 2002 года или позже. Следовательно, эти показания были записаны после того, как решение об аресте и задержании Ахмеда Закаева было вынесено 20 сентября 2001 года, и после запроса об экстрадиции Ахмеда Закаева из Дании. На основе этих фактов представляется неясным, на каких доказательствах было основано российское решение об аресте и задержании Ахмеда Закаева. В связи с этим необходимо отметить, что решение об аресте и задержании Ахмеда Закаева было принято компетентными российскими органами только в отношении правонарушений, подпадающих под уголовные обвинения согласно постановлению от 20 сентября 2001 года.

Кроме того, необходимо отметить, что согласно информации, полученной Министерством юстиции, адвокат, представляющий интересы Ахмеда Закаева, не присутствовал на допросах свидетелей, которые проводились во внесудебном порядке.

Большинство свидетельских показаний, записанных в октябре и ноябре 2002 года, относятся к событиям, которые, предположительно, имели место в 1995 и 1996 годах. В целом эти показания представляются недостаточно точными. Это относится как к описанию преступлений и времени их совершения, так и к роли Ахмеда Закаева в них. Также отсутствие ясности относится к конкретизации тех обстоятельств, были ли свидетели непосредственными очевидцами преступлений или же их показания основаны на информации от других лиц.
Закаев был освобождён 4 декабря 2002 года и на следующий день улетел в Великобританию.

### Процесс в Лондоне

#### Арест и дело об экстрадиции
Поскольку международный ордер на арест Закаева, выданный российской Генеральной прокуратурой в Интерпол, продолжал действовать, а в Копенгагене его освободили в административном порядке, то сразу же по прилёте в Лондон 5 декабря 2002 года Закаев вновь был арестован, а затем отпущен под залог в 50 тыс. фунтов стерлингов, внесённый актрисой Ванессой Редгрейв и «Фондом гражданских свобод» Бориса Березовского. 9 декабря Генеральная прокуратура РФ направила в Лондон ходатайство об экстрадиции Закаева, предъявив ему обвинения по 11 статьям УК РФ, в том числе по таким, как терроризм, захват заложников, убийства, разбои, похищения людей, бандитизм и участие в вооружённом мятеже. 30 января 2003 глава МВД Великобритании подписал распоряжение о начале процедуры экстрадиции Закаева, что создало основу для рассмотрения дела об экстрадиции в судебном порядке.

#### Начало процесса
Процесс об экстрадиции Закаева, начавшийся 9 июня 2003 года, проходил в Лондонском магистратском суде. На заседании суда 10 июня свидетель защиты журналист Андрей Бабицкий показал, что не был (вопреки утверждениям обвинения) знаком с Закаевым и отверг все факты, упоминавшиеся обвинением в связи с этим предполагаемым знакомством. Защите Закаева это дало основание утверждать, что если обвинение фальсифицировано в данном пункте, то оно может быть сфальсифицировано и в остальных. Ключевой свидетель обвинения — отец Филипп (то есть отец Сергий, в убийстве, а теперь — только в похищении которого обвинялся Закаев) на перекрёстном допросе сбился и отказался от своих показаний против Закаева (в предыдущие месяцы отец Филипп сделал ряд путаных заявлений, то обвиняя Закаева в своём похищении, то отказываясь от всех обвинений, то отрекаясь от своих слов; до ареста Закаева он ничего не говорил о его участии).
Свидетель «Иван Соловьев» (имя вымышленное) дал показания, согласно которым, в августе 1998 года в Грозном во время допроса в здании министерства национальной шариатской безопасности Закаев отстрелил ему пальцы. На вопрос, почему он заявил об этом только в 2002 году, Соловьёв ответил, что длительное время он не мог обратиться с жалобой на действия Закаева на территории Чечни: «К кому я должен был обращаться? От одного бандита ушел, и к другому бандиту идти?». На последовавшем затем перекрёстном допросе Соловьев сбился и начал менять показания. Так, он утверждал, что видел, что именно Закаев отстрелил ему палец (вариант: оба пальца), в то же время утверждая, что стоял лицом к стене; заявлял, что давал показания в Урус-Мартане, а когда ему указали, что в протоколе назван Грозный, ответил: «конечно же, в Грозном и подписывал протокол. А в Урус-Мартане мы просто так… поговорили…»; утверждал, что не давал телеинтервью, когда же адвокат предъявил суду его интервью каналу НТВ, заявил, что оно было дано по инициативе прокурора, а после изумлённой реакции судьи — поправился, что наоборот, когда прокурор «вышел из комнаты» (хотя ранее утверждал, что разговор происходил на улице) и т. д. Тогда же Политковская опубликовала в «Новой Газете» статью, в которой заявила, что по собранным ею данным «Соловьев» был урус-мартановским бомжом Виктором Соколовым, лишившимся пальцев задолго до событий и лжесвидетельствовавшим против Закаева по заказу властей. Эта информация фигурировала затем в суде.

#### Показания Дук-Вахи Душуева
24 июля 2003 года в суде выступил бывший телохранитель Закаева Дукваха Душуев, показания которого о том, что Закаев в его присутствии отдавал приказы о похищении и убийстве, были представлены Генпрокуратурой без упоминания имени (интервью, где он делал эти утверждения, было также показано 3 декабря 2002 года по российскому телевидению в программе «Совершенно секретно»). Душуев, выехавший из России, отрёкся от всех своих прежних показаний и заявил, что они были даны под пытками. Душуев показал, что он был захвачен сотрудниками спецслужб, которые несколько дней держали его в яме на базе в Ханкале, избивали, пытали электрошоком, а затем привезли в здание УФСБ в Грозном, где заставили подписать показания против Закаева и озвучить их перед телекамерами. По словам Душуева, следователю прокуратуры Криворотову сотрудники ФСБ поручили лишь завершить оформление протокола; адвокат появился в здании УФСБ лишь на следующий день. Отвечая на вопрос королевского прокурора о том, жаловался ли свидетель кому-нибудь на нанесённые ему во время пребывания под арестом побои, Душуев показал, что обратился к врачу в конце февраля 2003 года, через 2 недели после встречи с помощником Закаева. Защита Закаева подтвердила, что у неё есть акт медицинского освидетельствования Душуева.
После того, как Душуев «чётко и недвусмысленно» повторил свои утверждения на перекрёстном допросе, судья объявил перерыв в слушаниях и потребовал от российской Генпрокуратуры письменных объяснений. Он поставил вопросы: почему из документов, представленных Генпрокуратурой, было убрано имя Душуева (что мотивировалось требованиями безопасности, при том что Душуев был показан по телевидению) и почему российская сторона скрыла от суда, что показания были даны под стражей.
Заместитель Генпрокурора РФ Сергей Фридинский заявил, что «это попытка ошельмовать российское правосудие и провокация со стороны тех, кто действует на деньги Бориса Березовского». По мнению Фридинского, отказ Душуева от показаний организован на средства фонда Березовского. Фридинский также сказал, что «Душуев никогда не был свидетелем обвинения со стороны прокуратуры»; однако при этом, показания Душуева (без упоминания имени) подробно фигурировали в зачитанном в суде письме Фридинского.
В сентябре слушания возобновились. В суде выступил следователь Грозненской прокуратуры Константин Криворотов, показавший, что Душуев 1 декабря 2002 года сам явился в здание прокуратуры Чечни. «Других служб там никогда не располагалось, ФСБ там нет», отметил Криворотов. Однако на перекрёстном допросе Криворотов был вынужден признаться, что Душуев был доставлен в здание прокуратуры сотрудниками ФСБ и «до этого мог находиться под стражей», объяснив это распространённой практикой: человек является с повинной в ФСБ, а затем его ведут в прокуратуру. По словам Криворотова, он не видел на теле Душуева никаких следов насилия, а допрос проходил в присутствии адвоката. Он не мог указать, в каком СИЗО ночевал Душуев в первые два дня после задержания.
29 августа 2012 года при попытке перехода грузинско-российской границы силами МВД Грузии была уничтожена группа из 11 боевиков. Одним из убитых оказался Душуев.

#### Выступления официальных лиц и экспертов стороны обвинения
Слушания завершились выступлениями должностных лиц и экспертов российской стороны. Из них представитель Минюста РФ давал суду гарантии относительно условий содержания Закаева под стражей, которые, как выяснил суд, от Минюста не зависели (так как Закаев мог быть помещён в следственный изолятор ФСБ, а решение о месте его содержания должна была принимать прокуратура). Эксперт профессор Владимир Бессарабов, убеждая суд выдать Закаева, подробно говорил о политическом значении этого процесса. В результате Закаев выразил ему благодарность, так как его утверждения прямо противоречили позиции Генпрокуратуры, настаивавшей на политической неангажированности и чисто уголовном характере преследования Закаева.

#### Приговор
13 ноября 2003 года суд огласил приговор. Судья Тимоти Уоркман, прежде всего, отклонил обвинения, касающиеся убийств военнослужащих, потому что, по его мнению, эти деяния были совершены в ходе военных действий (внутренний вооружённый конфликт) и потому основанием для экстрадиции быть не могут. Далее судья перешёл к собственно уголовным обвинениям (в убийствах гражданских лиц), которые отклонению на этих основаниях не подлежат. По мнению судьи, со стороны РФ были совершены важные процессуальные злоупотребления. Именно, деяния, якобы совершенные Закаевым, относятся к 1995—1996 годам, но правоохранительные органы РФ на протяжении 6 лет не предпринимали никаких действий для его преследования. Судья особо отметил, что в ноябре 2001 Закаев приезжал в Москву и вёл там переговоры с представителями властей при наличии ордера на его арест. Правоохранительным органам РФ также было известно, где находится Закаев, но до «Всемирного чеченского конгресса» они не предпринимали никаких попыток его преследования. Судья соотнёс это с утверждениями свидетелей защиты, что преследование Закаева носит политический характер и имеет цель исключить его из мирного процесса. Касаясь вопроса о политическом характере преследования Закаева, судья также отметил заявления главы МИД РФ, сравнившего Закаева с Усамой бен Ладеном (защита указывала на этот факт также как на свидетельство досудебного осуждения). По мнению судьи, первоначальный запрос о выдаче, направленный в Данию, содержал не имеющие никаких оснований обвинения (убийство отца Сергия и причастность к теракту на Дубровке), от которых правительство РФ было вынуждено отказаться.
По мнению судьи, в случае выдачи Закаева ему могут грозить пытки и жестокое обращение, обычное в России в отношении заключённых вообще и лиц чеченской национальности в особенности. Он отметил смерть в российских тюрьмах «двух известных чеченских лидеров» (организаторов террористического акта в Кизляре С. Радуева и Т.-А. Атгериева), которая, по мнению судьи, «вызывает серьёзные подозрения» в том, что имела место «бессудная казнь»; однако отсутствие объективных доказательств не позволило судье официально установить этот факт. В качестве весомого аргумента для судьи послужили показания Душуева, которые, как отмечает судья, «были ясными и недвусмысленными и выдержали испытание перекрёстным допросом». «Если власти не гнушаются применять пытки по отношению к свидетелям, то существует значительный риск того, что пытки будут применяться и в отношении самого г-на Закаева» — сделал вывод судья.
Судья нашёл с большой степенью вероятности соответствующим действительности утверждения свидетелей защиты, «что истинной целью российского правительства было и остаётся желание исключить г-на Закаева из мирного процесса и дискредитировать как представителя умеренных взглядов». Он констатировал как факт, что РФ добивается выдачи Закаева с целью уголовного преследования на основании его принадлежности к определённой национальности и наличия определённых политических взглядов. На основании этого он объявил, что выдача Закаева России была бы несправедливой и жестокой, и своим решением освободил его. Россия обязывалась уплатить судебные издержки.

### Реакция на процесс и приговор

#### Выступления общественных деятелей в защиту Закаева
В защиту Закаева выступили общественные деятели и правозащитники: актриса Ванесса Редгрейв, британский журналист и специалист по межэтническим конфликтам Том де Ваал, российские правозащитники С. Ковалёв, В. Новодворская, Е. Боннэр, журналист А. Бабицкий, писатель В. Буковский, журналист «Новой газеты» А. Политковская.
В защиту Закаева высказалось также правозащитное общество «Мемориал».
Большую поддержку Закаеву оказал «Фонд гражданских свобод» Бориса Березовского, которого некоторые российские СМИ обвиняли в финансировании чеченских террористов (в том числе, Шамиля Басаева). Этот фонд оплачивал значительную часть расходов защиты, в том числе расходы по поездкам и пребыванию в Лондоне свидетелей и экспертов.

#### Позиция Европарламента
В защиту Закаева высказался также Европарламент. После освобождения Закаева в Копенгагене министр иностранных дел РФ И. Иванов сравнил его с Усамой бен Ладеном; в ответ Европарламент принял заявление солидарности с Закаевым, утверждая, что у того имеются заслуги в строительстве демократии в Чечне.
В декабре 2002 года группа депутатов Европарламента во главе с Фоде Силла (фракция «Объединённые европейские левые»), наградила Закаева символическим «паспортом свободы», как «борца за свободу». Паспорт подписали 11 депутатов: экс-премьер Франции Мишель Рокар, бывший глава Совета Европы Катрин Лалюмьер, члены фракции «Объединённые европейские левые», фракции «зеленых» (включая Даниэля Кон-Бендита) и социалистической группы. В «паспорте» говорилось, что он выдан Закаеву «как законному представителю президента и народа Чечни», сам Закаев был назван «выдающимся деятелем культуры и чеченским пацифистом», выступающим «против терроризма как формы борьбы за свободу своего народа». Выдвинутые против Закаева обвинения при этом были названы «сфабрикованными».

#### Реакция российских властей на приговор
Представители российской власти выразили несогласие с решением лондонского суда. Генпрокуратура России сделала заявление:

Приходится с сожалением констатировать тенденциозность в действиях судебных властей Лондона, выразившуюся в попытке усмотреть политическую подоплёку в деле, имеющем исключительно уголовную направленность. И при этом сам лондонский суд выносит по существу политическое решение, противоречащее духу честного и уважительного партнёрства правоохранительных органов двух стран. К сожалению, в этом решении просматриваются двойные стандарты. В очередной раз продемонстрировано деление террористов на «плохих» своих и «хороших» чужих.

Руководитель национального бюро Интерпола при МВД России полковник полиции Тимур Лахонин заявил: «Мы запрашиваем выдачу лиц, которые совершили в России то или иное преступление. Если мы не будем настаивать на выдаче этих лиц, то какой смысл во всей правоохранительной деятельности?». Спецпредставитель президента РФ по вопросам международного сотрудничества в борьбе с терроризмом и транснациональной оргпреступностью генерал-полковник ФСБ Анатолий Сафонов сказал: «отказ Великобритании и США выдать России эмиссаров чеченских боевиков омрачает достигнутый уровень сотрудничества с этими странами».

### Закаев и террористический акт в Беслане
Вскоре после захвата террористами школы в Беслане, 1 сентября 2004 года, Закаеву позвонила Анна Политковская, просившая его и Масхадова выступить посредниками при освобождении заложников. Закаев выразил готовность, на условиях гарантий безопасности, и потребовал безопасного коридора; впрочем, он долгое время не хотел «впутывать в это дело» Масхадова. С намерением организовать посредничество Политковская вылетела в Беслан, но в самолёте была отравлена (несмертельно). Андрей Бабицкий, также связывавшийся с Закаевым и также попытавшийся вылететь в Беслан, был задержан в аэропорту «за хулиганство». 2 сентября в 14 часов (16 часов по московскому времени) Закаеву позвонил из бесланского штаба бывший президент Ингушетии Руслан Аушев. Аушев, а за ним и президент Северной Осетии Александр Дзасохов просили его связаться с Масхадовым и попросить его воздействовать на боевиков. Закаев ответил, что у него связь с Масхадовым односторонняя, но как только Масхадов выйдет на него, он немедленно позвонит. Вслед за тем он позвонил на радиостанцию «Немецкая волна», где сообщил о состоявшихся переговорах и о том, что Масхадов резко осуждает теракт и готов участвовать в освобождении заложников «без предварительных условий». «Мы должны сделать всё от нас зависящее, чтобы не повторилась трагедия Норд-Оста» — заявил он. Это же он повторил московскому бюро агентства «Франс-пресс». Масхадов выразил согласие выступить посредником, поставив условием предоставление безопасного «коридора» к школе; Закаев по-прежнему сомневался в возможности обеспечить безопасность для Масхадова и предлагал в качестве переговорщика себя. В конце концов было решено, что они поедут вместе. В 9 (12) часов 3 сентября Закаев сообщил Дзасохову о состоявшемся разговоре с Масхадовым и готовности его и Масхадова немедленно прибыть в Беслан и освободить заложников «на любых условиях», потребовав однако гарантий безопасности. Дзасохов ответил, что «наш разговор и есть приглашение к разговору об этом». Дзасохов публично сообщил о достигнутом соглашении в 12:00 по местному времени; в 13 часов в школе произошли взрывы, после чего федеральные силы начали штурм здания. Закаев считает, что взрывы были инициированы федеральными силами по приказу Владимира Путина, потому что «нашего вмешательства кто-то испугался».

### Новые обвинения
18 июня 2004 года в штаб-квартире НАТО были представлены информационные материалы о деятельности международных террористических организаций за 1992—2001, подготовленные на базе Интерпола. Согласно одному из материалов, в состав так называемой «чеченской группировки», имеющей непосредственные связи с «Аль-Каидой», входит и Ахмед Закаев.
В октябре 2005 года чеченские боевики произвели широкомасштабное террористическое нападение на Нальчик. Закаев заявил, что нападение является «нашей первой массовой атакой» (имеется в виду со времени назначения президентом ЧРИ Садулаева), пообещав, что такие атаки будут продолжаться и далее. Он заявил, что Шамиль Басаев введён в правительство ЧРИ, которое «осуждало и осуждает террористичекие методы», и по его мнению «будет непосредственно руководить именно такими процессами, который сегодня мы наблюдали в Нальчике».
В связи с этим, Россия вновь обратилась к британскому МИД, обвинив Закаева в подстрекательстве к терроризму и расценив это как нарушение антитеррористических резолюций Совета безопасности ООН, и вновь потребовав выдачи Закаева.
В январе 2006 года британский посол в Москве Тони Брентон отметил, что Закаев выразил поддержку террористическим действиям в Нальчике: «наш министр иностранных дел публично осудил то, что сказал господин Закаев». С другой стороны он отметил, что в Британии вопросы экстрадиции решает не правительство, а суд, который до сих пор не получил от России доказательств причастности Закаева к терроризму, на основе которых могло бы быть принято решение о его выдаче России. «В связи с новым уровнем отношений между Россией и Лондоном» он выразил сожаление, что на территории Великобритании находится человек, обвиненный в терроризме, и рекомендовал российской стороне попытаться доказать, что Закаев непосредственно поощрял терроризм. Он заверил, что, «если это будет сделано, разрешить ситуацию с его экстрадицией британскому суду будет значительно легче». Однако, Россия таких доказательств в британский суд так и не представила.
17 июля 2006 года президент России Владимир Путин вновь потребовал выдачи Закаева, заявив, что «доказательств его преступной деятельности достаточно» и что для сбора этих доказательств «не нужно где-то ковырять в каких-то архивах», поскольку, по его словам, существуют «видеоматериалы его преступной деятельности». Спустя 10 дней после заявления президента, Генпрокуратура России объявила о предъявлении Закаеву нового обвинения — «возбуждение ненависти и вражды в отношении группы лиц по признакам национальности, языка и происхождения, совершенное с использованием средств массовой информации и с угрозой применения насилия». В сообщении Генпрокуратуры говорится, что Закаев дал несколько интервью, где употребил выражения «изгнать русских из Чечни», «выбросить русских», «бесчеловечные методы русских агрессоров». Данные высказывания, утверждает Генпрокуратура, «содержат признаки возбуждения ненависти и вражды в отношении лиц русской национальности, формируют негативный этнический стереотип отрицательного образа русских». Сам Закаев заявил в связи с этими обвинениями:
Я не могу точно сказать, о каких публикациях идёт речь. Скорее всего, это мои комментарии по поводу гибели президента Ичкерии Абдул-Халима Садулаева и вице-президента Шамиля Басаева, которые я действительно опубликовал в июне-июле на чеченских сайтах. Но в них нет выпадов против русских как представителей других этносов, я говорил только о российской агрессии, в результате которой погибли более 200 тысяч жителей Чечни, среди которых, кстати, огромное количество и русских.

### Конфликт с бывшим соратником Доку Умаровым и заявления о назначении премьер-министром ЧРИ
30 октября 2007 года президент ЧРИ Доку Умаров объявил о ликвидации Чечни и всех республик Северного Кавказа и создании на их месте «Кавказского Эмирата», управляемого исключительно на основах шариата. Он также объявил преобразовании ЧРИ в Вилайят Нохчийчоь (Ичкерия) «Кавказского Эмирата» и об упразднении кабинета министров, парламента и института президента ЧРИ. Уже на следующий день, Закаев выступил с резкой критикой Умарова и, по мнению Закаева, стоящих за его спиной «агентов влияния Кремля, спекулирующих религиозной риторикой» (подразумевая исламистских идеологов Мовлади Удугова и Ису Умарова). Он заявил, что провозглашение Кавказского эмирата «призвано перевести законную борьбу чеченского народа за свою свободу и независимость в разряд так называемого международного терроризма, не имеющего ничего общего с интересами чеченского народа и исламскими ценностями», и отказался представлять Умарова, призвав сторонников независимости Ичкерии подчиняться напрямую парламенту. Ранее, 23 октября, Закаев уже выступил с заявлением по поводу готовящегося провозглашения «Эмирата», что расценил как «провокацию по подрыву правовой базы чеченской государственности», организованную российскими властями, выделившими, по словам Закаева, на проведение операции 500 миллионов долларов. Он сравнил «провокационную роль» «Северокавказского Эмирата» с таковой же, по его мнению, ролью международной террористической организации «Конгресс народов Ичкерии и Дагестана», осуществившей в 1999 году вторжение в Дагестан, ставшее одной из причин «вторичного вторжения российских войск в Чечню». В подготовке операции «Эмират» с чеченской стороны задействованы те же лица, которые учреждали этот Конгресс — заявил Закаев. По его мнению,
«в международном плане операция „Эмират“ в лишний раз позволит Москве запланированное убийство народов Северного Кавказа подвести под глобальную войну с „Аль-Каидой“, заглушая тем самым возможные голоса критики и сострадания со стороны международного сообщества».
Он потребовал расследования «антигосударственной деятельности лиц, способствующих осуществлению очередных преступных планов Кремля по дискредитации чеченской государственности и законных устремлений порабощенных народов Северного Кавказа», и подал на Умарова в Шариатский суд. При этом Закаев вновь заявил, что с декабря 2006 года располагал информацией о готовящейся российскими спецслужбами «операции Халифат» и поделился ей с рядом чеченских должностных лиц. То же он заявил в интервью радио «Свобода», вновь заявив, что провозглашение эмирата позволяет, по его мнению, российским властям совершать любые преступления против чеченского народа и других народов Северного Кавказа, мотивируя это борьбой с международным терроризмом.
6 ноября на сайте Чеченпресс был опубликован текст «Постановление парламента ЧРИ № 1-Б», в котором объявлялось, что парламент прекратил президентские полномочия Умарова «в связи с самопровозглашением Доку Умаровым себя Эмиром Кавказских Эмиратов, что противоречит Конституции ЧРИ (…) и, соответственно с этим, его самоотстранением от исполнения обязанностей президента и председателя Кабинета министров». Сообщение было подписано Ж. Сараляповым, именуемым в тексте «председателем парламента».
Парламентом ЧРИ было принято решение о введении должности премьер-министра, так как назначить президента парламент по конституции ЧРИ не мог. По словам Закаева, члены парламента Ичкерии позвонили ему по телефону и заявили, что он выбран премьер-министром из трёх кандидатур, а вечером 22 ноября он получил постановление, подписанное председателем парламента Ж. Сараляповым. Однако он не смог назвать другие кандидатуры (сославшись на то, что «был не в курсе дела»), как и членов парламента, участвовавших в телефонном голосовании. Закаев утверждал, что в голосовании принимали участие 21 из 41 депутата парламента ЧРИ созыва 1997 года. Сторонники Умарова утверждают, что Закаев, которого они называют «телефонным премьером Евроичкерии», опирается на решение не 21, а 5 депутатов-эмигрантов. Со своей стороны Умаров обвинил Закаева в «антигосударственной деятельности», «распространении призывов не подчиняться Амиру Кавказского Эмирата, а также в попытках внести смуту и раскол среди моджахедов», сотрудничестве с российскими спецслужбами, причастности к гибели президентов ЧРИ Аслана Масхадова и Абдул-Халима Садулаева и дал приказ «Мухабарату» (службе безопасности) «Кавказского Эмирата» «покарать отступника». Пресс-служба главы «Кавказского Эмирата» заявила, что «провокационный шум, поднятый некоторыми бывшими членами правительства ЧРИ, находящихся за рубежом» в связи с созданием «Кавказского Эмирата», был использован российскими спецслужбами для организации покушения на Умарова, которое, как сообщается, было предотвращено в результате принятых контрмер. Одновременно Умаров объявил о предании Закаева Шариатскому суду по обвинению в «высказываниях против мусульман, осмеивании Ислама и Шариата, и призывах к Куфру (отступничеству)».

### Арест в Польше
17 сентября 2010 года Ахмед Закаев задержан полицией Польши. В Польшу он прибыл на Всемирный чеченский конгресс, организаторы которого обещали, что в 8 часов утра (10:00 по московскому времени) он в сопровождении адвоката добровольно явится в варшавскую окружную прокуратуру.
Прокуратура Польши до этого делала заявления, что в случае появления Закаева на территории страны он будет задержан на основе международного ордера на арест. Премьер-министр Дональд Туск заявил

Будем в этом вопросе действовать, как раньше. Здесь необходимы умеренность и здравый смысл. Эта тема есть и ещё долго будет чувствительной и деликатной в отношениях России и Польши. Время от времени я встречаю польских политиков, которые хотели бы навредить польско-российским отношениям, чрезмерно делая акцент на чеченском вопросе. Это неразумно. В интересах Польши, а также чеченцев — поиск мирных и конструктивных решений, а не нагнетание отношений— Вести.ру
Закаев был арестован в то время, когда, в соответствии с заявлением, направлялся в прокуратуру. Допрос Закаева занял 6 часов, после чего прокуратура выдала ордер на арест. Суд Варшавы спустя несколько часов после задержания освободил Ахмеда Закаева, объявленного Россией в международный розыск по обвинению в терроризме.

### Конфликт с Рамзаном Кадыровым
20 января 2021 года Закаев выразил соболезнования родным и близким командира боевиков Аслана Бютукаева и его сообщников, уничтоженных на окраине села Катыр-юрт, назвав их «лучшими из лучших представителей нашего народа». В ответ на это Рамзан Кадыров обвинил Закаева в поддержке террористической организации «Исламское государство» и выступил с угрозами убийства в адрес Закаева. Кадыров также призвал добиться выдачи Закаева России. Кадырова поддержал депутат Госдумы от Чечни Шамсаил Саралиев.

## Политические взгляды
Закаев активно отстаивает идею независимости Чечни. Так, в сентябре 2001 года он заявлял, что статус Чечни не может быть предметом переговоров, причиной чему, по его словам — «воля всего чеченского народа, подтверждённая первой и второй войной, когда чеченцы с оружием в руках отстаивали и сегодня отстаивают своё неотъемлемое право на самостоятельность».

Во время второй чеченской войны, Закаев настаивал на необходимости соблюдения «чеченским Сопротивлением» норм международного права, вступив на этой почве в полемику с мусульманским идеологом Мовлади Удуговым. Возражая Удугову, он писал: 
исламская доктрина не только не отрицает, а прямо предписывает, что мусульманские народы должны достойным образом сосуществовать с народами, придерживающимися иных религиозных и идеологических представлений (…) Может быть, нам, чеченцам, настала пора определиться в одном фундаментальном выборе: или мы обособляемся от всего остального мира и, заняв «круговую оборону», объявляем ему войну на взаимное истребление, или ищем с этим миром общую платформу для диалога и сотрудничества — платформу справедливости.
Осуждая терроризм, Закаев полагает, что терроризм в Чечне продуцирует российская политика, и ответственность за него в конечном счёте несёт Россия. В интервью газете Гардиан Закаев, резко осудив теракт на Дубровке и его организаторов, высказал опасение, что «отчаявшиеся люди, родственники и друзья которых были убиты российскими военнослужащими, могут напасть на гражданские объекты, включая атомные электростанции».

## Закаев и действующая чеченская власть
Отношение официальной чеченской власти к Закаеву неоднозначно. Так, представитель Чеченской Республики в Совете Федерации Ахмар Завгаев, выступая на процессе со стороны обвинения, заявил: «что касается господина Закаева, то его я знаю как руководителя одной из террористических группировок, орудующих на территории Чеченской Республики. Таковым его знают и все проживающие в республике граждане».
В феврале 2006 года премьер-министр Чечни Рамзан Кадыров заявил на встрече с верховным комиссаром ООН по правам человека, что Закаев наряду с Березовским финансировал террористический акт, приведший к смерти его отца Ахмата Кадырова. Однако год спустя Кадыров, наоборот, пригласил Закаева вернуться в Чечню и отозвался о нём в целом благожелательно, особо отметив его актёрские таланты:
«Закаев профессиональный актёр, он хороший артист. (…) Закаев в своё время хорошо играл на сцене, отдавал много чеченской культуре, и я его хорошо знаю, и знаю, что он не воин (…). Он и в Лондоне хорошо играет — и правду, и неправду говорит. Мы ждём его в самое ближайшее время в своей республике». Это высказывание было воспринято как ироническое. Однако политолог Сергей Маркедонов увязывает примирительный тон Кадырова с признанием Закаевым консолидации чеченского общества вокруг де-факто существующей власти. Из последних интервью Закаева явствует: теперь он возлагает свои надежды относительно перспектив независимости на проводимую В. В. Путиным политику «чеченизации». Эта политика, по его мнению, вопреки воле её инициаторов «необратимо» ведёт к «деколонизации» не только Чечни, но и всего Северного Кавказа: 

Кто состоит в рядах чеченской милиции? 70-80 процентов, даже по официальным российским данным, это так называемые бывшие боевики. Но бывших боевиков, как и чекистов, не бывает… Я вас уверяю, пройдёт два, три, четыре года, и те структуры, которые сегодня созданы властями, укрепятся и станут несомненно ещё сильней, превратятся в фактор чеченской свободы.
В дальнейшем тон взаимных высказываний стал более резким. В ноябре 2007 года комментируя заявление Закаева о том, что телефонным голосованием его назначили «премьер-министром» непризнанной Ичкерии, Рамзан Кадыров сказал: «Я ранее неоднократно подчеркивал, что Закаев был хорошим актёром. Изменилось только то, что он сменил сцену. Выше актёра он так и не смог подняться, оставаясь до сих пор артистом, которым манипулируют какие угодно дирижёры». Заместитель главы правительства Чечни Зияд Сабсаби отметил: «Господину Закаеву мы предложили бы стать директором грозненского театра, конечно, если он окажется чистым перед законом».
Президент Чеченской Республики также заявил:

Мне, как и всему чеченскому народу, абсолютно не понятно, о какой Ичкерии ведут речь Закаев и его подельники. Если они говорят о чеченском народе, то он давно забыл, что вообще была какая-то Ичкерия и живёт совершенно иными заботами и занят мирным строительством.
Я порекомендовал бы остаткам бандформирований, обосновавшимся в отдельных западных странах, вспомнить, в каком виде они оставили Грозный, другие населённые пункты и посмотреть, как они выглядят сегодня.
Они должны помнить, что по их вине чеченский народ был ввергнут в продолжительную и самую страшную трагедию XX — начала XXI веков. Они занимались систематически похищениями людей, продажей мужчин, женщин, детей с целью получения выкупа. Они похищали иностранных журналистов, врачей и делали на горе и страданиях людей бизнес. Они прокляты чеченским народом.

Кадыров также добавил, что его удивляют не столько «заявления Закаева и других главарей бандформирований», сколько действия СМИ, которые эти заявления публикуют. Со своей стороны, Закаев в декабре 2007 года расценил Кадырова как креатуру Путина, политическая судьба которой напрямую связана с судьбой патрона:

Что касается Кадырова, то Кадыров будет, пока Путин находится у власти. Но, судя по поведению Путина, его нервозности и преступным шагам, как бы нам ни пытались внушить, его положение не имеет прочного фундамента. Поэтому, с Кадыровым нет сомнений, что пока ситуация в России не изменится, не сменится форма правления устанавливаемая ими и их политика.

25 июля 2009 года Закаев в интервью Би-Би-Си дал понять, что готов сотрудничать с Рамзаном Кадыровым и считает нынешние власти Чечни легитимными:

Не считаться с реальностью, которая существует, это не только политически безграмотно, это вредно для всего и для всех. На сегодняшний день это человек, которого Россия назначила президентом, доверило руководство в республике, и за ним стоит огромная страна. И те добрые начинания, которые имеются в республике, они исходят, безусловно, благодаря даже каким-то его личным качествам. Не видеть и не считаться с этим было бы совсем неверно. В то же время не отмечать те проблемы или тот негатив, который сегодня так или иначе существует, это было бы самоубийством.

27 июля 2009 года Закаев объявил о прекращении сопротивления боевиков с 1 августа 2009 года:

Руководством Ичкерии принято решение о прекращении силами сопротивления вооружённых действий на территории Чечни с 1 августа против чеченской милиции.

За преступление перед чеченским государством и народом, которое обусловилось тем, что Закаев признал марионеточное правительство Кремля в оккупированной российскими войсками Чеченской Республике Ичкерия — законным и легитимным, нарушив тем самым 1-ю статью Конституции ЧРИ.
И в связи этим, на основании статьи 62 Конституции ЧРИ 23 августа 2009 г. Постановлением Парламента Чеченской Республики Ичкерия за номером 21-Б Закаев и его кабинет отправлен в отставку в полном составе.
30 октября 2009 года председатель Парламента Чеченской Республики Абдурахманов издал постановление о роспуске так называемого «Правительства Ичкерии», в которое входит Закаев

П О С Т А Н О В Л Я Ю:
Распустить:
1."телефонный парламент Ичкерии", состоящий из двух «депутатов» Сараляпова и Бешиева, находящихся в Париже;
2. избранное ими «телефонное правительство Ичкерии» в Лондоне, состоящее из двух «министров» Закаева и Ферзаули;
3."кавказский эмират" Докку Умарова, находящийся в норе № 35 в неизвестном горно-лесистом квадрате № 17;
4. подпольные структуры Мовлади Удугова и Исы Умарова, скрывающихся в деревне «Неизвестная», в доме неизвестном в Турции;
5. все сомнительные объединения, действующие от имени чеченского народа за пределами Чеченской Республики, чьи действия юридически и исторически преступны перед чеченским народом и государством.

## Оценки и характеристики
По словам главы представительства Центра исследования конфликтов Института проблем глобализации в Турции Руслана Саидова, Закаев и Мовлади Удугов «состояли на агентурной связи по „пятой линии“ ещё с КГБ СССР».
По утверждению газеты «Известия», во время первой чеченской войны Закаев большим авторитетом среди чеченцев не пользовался, имел прозвище «второй любовник». «На вторых ролях» участвовал в переговорах в Грозном в 1995 г. «В убийствах не замечен» — сообщала о нём газета 25.10.2001. Юлия Латынина утверждала, что имел место следующий эпизод: на заседании Совета национальной безопасности Ичкерии Масхадов заявил, «надо что-то делать, чтобы прекратить похищения людей». После чего Хункар-Паша Исрапилов, заведовавший борьбой с похищениями, «поглядел на всех присутствующих и говорит Закаеву „Ахмед, выйди“, Закаев вышел, а всем остальным Хункарпаша говорит „вы арестованы“, в смысле за похищения людей». Никаких доказательств что данная история имела место, приведено не было.
Согласно приговору лондонского суда, во Вторую чеченскую войны Закаев имел репутацию «представителя умеренных взглядов» и главного потенциального переговорщика на мирном процессе. По словам Сергея Ястржембского, сказанным в сентябре 2001 года, Закаев — «вполне нормальный, вменяемый человек» для ведения переговоров с федеральным центром, и при этом — «достаточно опытный политик, не замешанный ни в одном уголовном деле».
Ряд журналистов, в том числе хорошо знавшая Закаева Анна Политковская, считает, что он — один из последних представителей «умеренного» крыла в чеченском руководстве — светски ориентированных и рационально мыслящих националистов советской формации, сильно потесненных в последние годы исламскими экстремистами и частично истребленных федеральными силами (Аслан Масхадов). По мнению Политковской, Закаев — это «прежде всего человек, который был способен вести мирные контакты от имени Масхадова в силу высокого уровня интеллектуального развития. С которым можно было говорить. Фигура во всех отношениях компромиссная, персона на тот случай, если Россия в лице Кремля пойдет на шаги, которые помогут вывести всех нас из глухого чеченского тупика».
По мнению официальных представителей действующего правительства Чеченской Республики (2009), Закаев — «один из немногих адекватных представителей так называемого правительства Ичкерии», который «отвергает террористические методы сопротивления» и за которым «не тянется шлейф тяжких преступлений».
До 2002 года российской печатью Закаев признавался одним из самых одиозных лидеров «незаконных бандформирований», хотя и считавшимся наиболее удобным для переговоров. После теракта на Дубровке и выдвижения требования об экстрадиции Закаева, отношение к нему в России резко ухудшилось. В российских СМИ Закаева стали называть «террористом» — так, например, называет его Дмитрий Прокофьев (газета «Еврейское слово») и сайт «KM.ru».
В марте 2003 года газета «Гудок» называла Закаева террористом, утверждая, что он имеет отношение к убийствам мирных жителей и военнослужащих: «Ведь реальных доказательств террористической деятельности Закаева, его причастности к организации бандформирований, поощрению терроризма, убийств безоружных людей более чем достаточно». Газета утверждала, что при личном руководстве Закаева террорист «Бараев истязал, убивал их, торговал трупами, продавал живых в рабство». Публицист Григорий Брейгин в 2004 году назвал Закаева бандитом, который «активно и безнаказанно занимается из Лондона пропагандистским обеспечением чеченского террора».
В 2004 году в Лондоне прошёл антитеррористический митинг, на котором, в частности, выдвигали требование выдать Закаева России. По оценке российских СМИ, в митинге участвовало около 100 человек, большей частью русские, также поляки, граждане стран Балтии, британцы, индусы, сикхи и израильтяне. По словам организаторов, «люди собрались вместе, чтобы выразить резкое отвращение к террористам и обратиться к британским властям с требованием о пересмотре решения по предоставлении убежища их представителям», «месяц спустя после захвата школы в Беслане мы не понимаем, как люди вроде Ахмеда Закаева могут все ещё жить в Лондоне». Российские СМИ подробно описали этот митинг; британские СМИ его проигнорировали.
Негативно относится к Закаеву также публицист Авигдор Эскин, обвинявшийся в экстремизме и осуждённый на 2,5 лет за надругательство над мусульманскими святынями. Эскин называет Закаева «одним из главарей чеченских бесноватых» и «головорезом».
Луиза Петчи, вдова одного из похищенных инженеров компании Granger Telecom, которым чеченские сепаратисты отрубили головы, сказала, что за заключение контракта отвечал Ахмед Закаев. Как сообщает РИА Новости, вдова убитого инженера выразила недоумение тем, что «Великобритания позволяет чеченским боевикам приезжать в страну, находиться здесь и даже просить политического убежища». «Я не понимаю — они что, собираются продолжать свою бандитскую деятельность здесь, на Западе?» — сказала Петчи.
В сентябре 2005 года, комментируя назначение Абдул-Халимом Садулаевым террориста Шамиля Басаева наряду с Закаевым в правительство ЧРИ, «Российская газета» выражала мнение, что тем самым Закаев показал, что более не открещивается от связей с Басаевым.

### Интервью и статьи Закаева
- А. Закаев. Замечания к некоторым размышлениям и высказываниям
- Интервью радио «Свобода»
- Закаев о трагедии в Беслане
- Заявление Закаева о штурме школы в Беслане
- А. Закаев. Мы были больше идеалистами, чем реалистами
- Интервью Новой газете
- Интервью Александру Проханову (газета «Завтра»)
- Интервью радио «Маршо»
- Илья Азар. «После первой войны мы проиграли мир». // «Meduza», 11.12.2014

#### Статьи о Закаеве
- Дело Закаева. Хроника
- Закаев, Ахмед — статья в Лентапедии. 2012 год.
- Охота на Закаева
- Англичане ищут закон для Закаева
- Закаева допросят
- Свидетель: Мне покалечил руку Закаев, потому что больше было некому
- Решение судьи Тимоти Уоркмана по делу 'Правительство РФ против Ахмеда Закаева' (перевод)
- Выдержки из речи королевского прокурора по делу 'Правительство РФ против Ахмеда Закаева'
- Выдержки из речи королевского защитника по делу «Правительство РФ против Закаева»
- Патрушев: Закаева и Нухаева не оставят в покое 15.03.2007
- Неужели планета и теперь не выучит уроки террора?